# Feathers in the Wind
Pour plus de détails, voir Fiche technique et Distribution.
Feathers in the Wind (깃, Git) est un film sud-coréen réalisé par Song Il-gon, sorti le 22 octobre 2004.

## Synopsis
L'histoire de ce film tourne autour d'une promesse romantique faite par deux amoureux sur une île lointaine, il y a très longtemps. Hyun-seong est un réalisateur qui retourne à l'île de Woo Do pour tenir la promesse de rencontrer sa petite-amie, dix ans après un rendez-vous secret. Résidant dans un petit hôtel appartenant à une fille charmante appelée So Yeon et à son oncle, Hyun attend patiemment de pouvoir étreindre l'amour de sa vie encore une fois. Est-ce que sa loyauté sera récompensée ?

## Fiche technique
- Titre : Feathers in the Wind
- Titre original : 깃 (Git)
- Réalisation : Song Il-gon
- Scénario : Han Gi-hyeon et Song Il-gon
- Musique : Yun Min-hwa
- Pays d'origine : Corée du Sud
- Langue : coréen
- Format : Couleurs - 1,85:1 - Dolby Digital - 35 mm
- Genre : Film dramatique  , romance
- Durée : 77 minutes
- Dates de sortie : 22 octobre 2004 (Festival du film de Séoul) - 14 janvier 2005 (Corée)

## Distribution
- Jang Hyeon-seong : lui-même
- Lee So-yeon : elle-même
- Jo Seong-ha
- Lee Yong-ju
- Kim Yong-cheol
- Bae Su-gyeong